# Лесная (Мордовия)
Лесна́я — упразднённая деревня в Атюрьевском районе Мордовии. Входила в состав Аргинструйского сельского поселения. Упразднена в 2007 году.

## География
Располагалась в истоке реки Глухой Ляй, в 4 км к западу от села Арга.

## История
Основана в годы столыпинской реформы. По данным на 1931 год деревня Васильевка состояла из 51 двора и входила в состав Торбеевского района. В 1964 году указом Президиума Верховного Совета РСФСР деревня Васильевка Аргинского сельсовета переименована в Лесную.

## Население
По переписи 2002 года в деревне проживало 2 человека.
Согласно результатам Всероссийской переписи населения 2002 года, в национальной структуре населения мордва составляла 100 %.